# Фаленопсис жилковатый
Фалено́псис жилкова́тый (лат. Phalaenōpsis venōsa) — эпифитное травянистое растение; вид рода Фаленопсис семейства Орхидные, или Ятрышниковые (Orchidaceae).
Вид не имеет устоявшегося русского названия, в русскоязычных источниках обычно используется научное название Phalaenopsis venosa. 

Английское название — The Veined Phalaenopsis.

## Синонимы
По данным Королевских ботанических садов в Кью:
- Polychilos venosa (Shim & Fowlie) P.S.Shim ex Fowlie, 1983

## История описания иэтимология
Вид открыл К. Л. Бундт в начале 80-х годов XX века. Партия растений была отправлена в цветоводческую фирму «Jemmco Orchids». В культуре растение оказалось сложным.
Вначале этот вид продавали под названием Phalaenopsis psilantha. В 1983 году П. С. Шим и Дж. А.Фоул выделили растение в отдельный вид, присвоив ему современное название. В результате среди коллекционеры некоторое время считали, что Phalaenopsis venosa и Phalaenopsis psilantha — два совершенно различных вида.
Название получил от латинского слова «venosus» — венозный, жилистый.

## Биологическое описание
Моноподиальный эпифит, крайне редко литофит средних размеров.

Стебель короткий, скрыт основаниями 3—5 листьев.
Корни гладкие, толстые, хорошо развитые. 

Листья толстые, продолговато-эллиптические или эллиптические, ярко-зеленые, блестящие, выгнутые, длиной около 22 см, шириной около 7,5 см 

Цветоносы многолетние, простые или ветвящиеся, цилиндрические, зеленые, жесткие, короче или равны листьям по длине.

Цветки открываются поочередно, не увядают около месяца, плотной восковой текстуры, диаметром 4-6 см, ароматны. Окраска вариабельна. Лепестки у основания белые, в основной части коричнево-желтые или кирпично-зеленые.

Губа небольшая, белая, иногда и маленькими желтыми или сиреневые пятнышками. Цветёт с весны по осень.

## Ареал, экологические особенности
Эндемик Сулавеси (Индонезия).

На ветвях и стволах деревьев в горных лесах на высотах 450—1000 метров над уровнем моря.
В местах естественного произрастания сезонных температурных колебаний практически нет. Круглый год дневная температура около 24-27°С, ночная около 18 °C. 
 Относительная влажность воздуха 72-84 %. 
 Сухого сезона нет, лишь в конце лета — начале осени снижение среднемесячного количества осадков до 100 мм.

Относится к числу охраняемых видов (второе приложение CITES).

## В культуре
Температурная группа — теплая. Для нормального цветения обязателен перепад температур день/ночь в 5—8°С. При содержании растений в прохладных условиях наблюдается остановка роста.
Требования к свету: 800—1200 FC, 8608—12919 lx.
Общая информация о агротехнике в статье Фаленопсис.
Активно используется в гибридизации.

## Первичныегибриды(грексы)
- Ambonosa — venosa х amboinensis (Ayub S Parnata) 1984
- Angdi Kolopaking — venosa х micholitzii (Atmo Kolopaking) 1986
- Dragon’s Fire — venosa х corningiana (Dragon Fire Orchids) 1992
- Eiderstedt — cornu-cervi х venosa (Ayub S Parnata (O. Schumann)) 1985
- Essence Yenpei — venosa х schilleriana (Shih-Fong Chen) 1996
- Gerald — venosa	х maculata (Luc Vincent) 1993
- Golden Butterfly — venosa х celebensis (Hou Tse Liu) 1987
- Golden Princess — fasciata х venosa (David Lim) 1985
- Helene Burkhardt — venosa х lindenii (Erwin Burkhardt) 1988
- Jade Gold — gigantea х venosa (David Lim) 1984
- Java Sunshine — venosa х javanica (Hou Tse Liu) 1996
- Joshua Irwing Ginsberg — venosa х bellina (H. Ginsberg) 2004
- Kelsey’s Butterscotch — venosa х tetraspis (Katz-Thompson) 2002
- Koodoo — venosa х kunstleri (Hou Tse Liu) 1996
- Kuntrarti Rarashati — equestris х venosa (Atmo Kolopaking) 1986
- Mannosa — mannii х venosa (Paphanatics UnLtd (Stewart Orchids)) 1991
- Marie’s Delight — mariae х venosa (Dr William Ellenberg (Jemmco Orchids)) 1991
- New Wave — stuartiana х venosa (Paphanatics UnLtd) 1985
- Oberhausen Smart — sumatrana х venosa (Orchideenkulturen Elisabeth Bau) 1988
- Paul Baudat — modesta х venosa (Luc Vincent) 1993
- Penang Girl — violacea х venosa	(Ooi Leng Sun Orchid Nursery & L) 1984
- Rasa Veniana — venosa х lueddemanniana	(H. Wihardjo) 1985
- Sanderosa — sanderiana х venosa	(Kenneth M Avant) 1989
- Venolis — venosa х amabilis (Zuma Canyon Orchids Inc.) 1991
- Venosasp — speciosa х venosa (Masao Kobayashi) 1995
- Без названия — aphrodite х venosa